# Bi-Scheibe

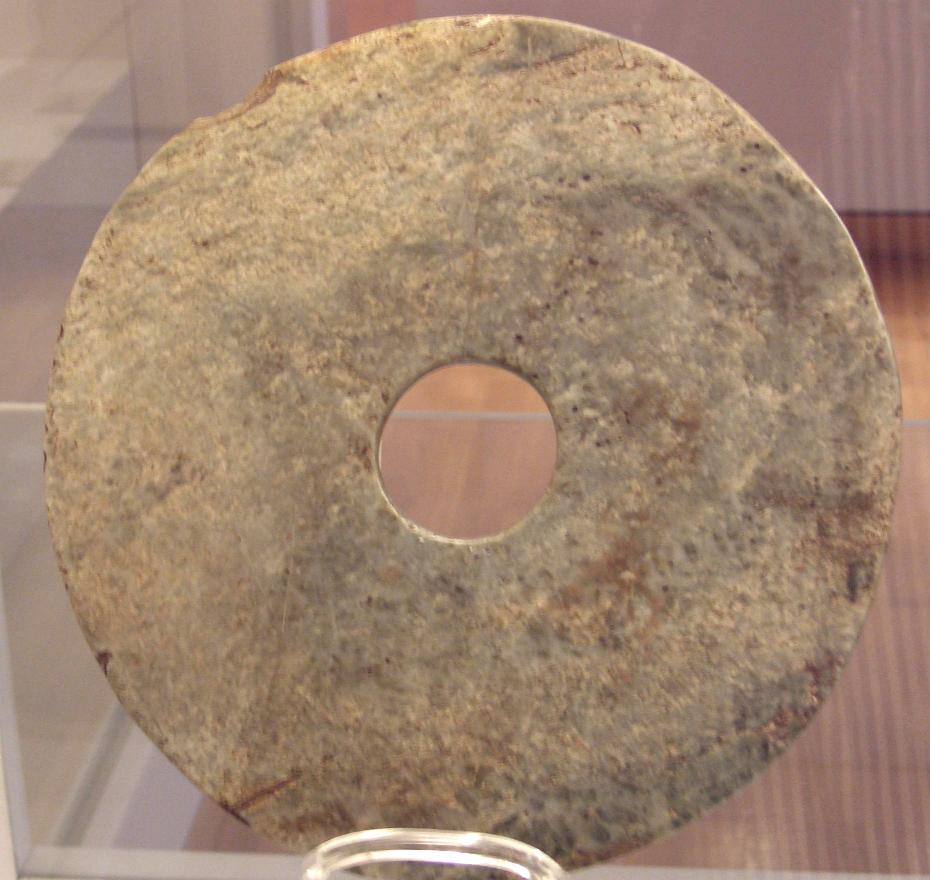
Bi-Scheibe der Liangzhu-Kultur (Museum Angewandte Kunst, Frankfurt am Main)

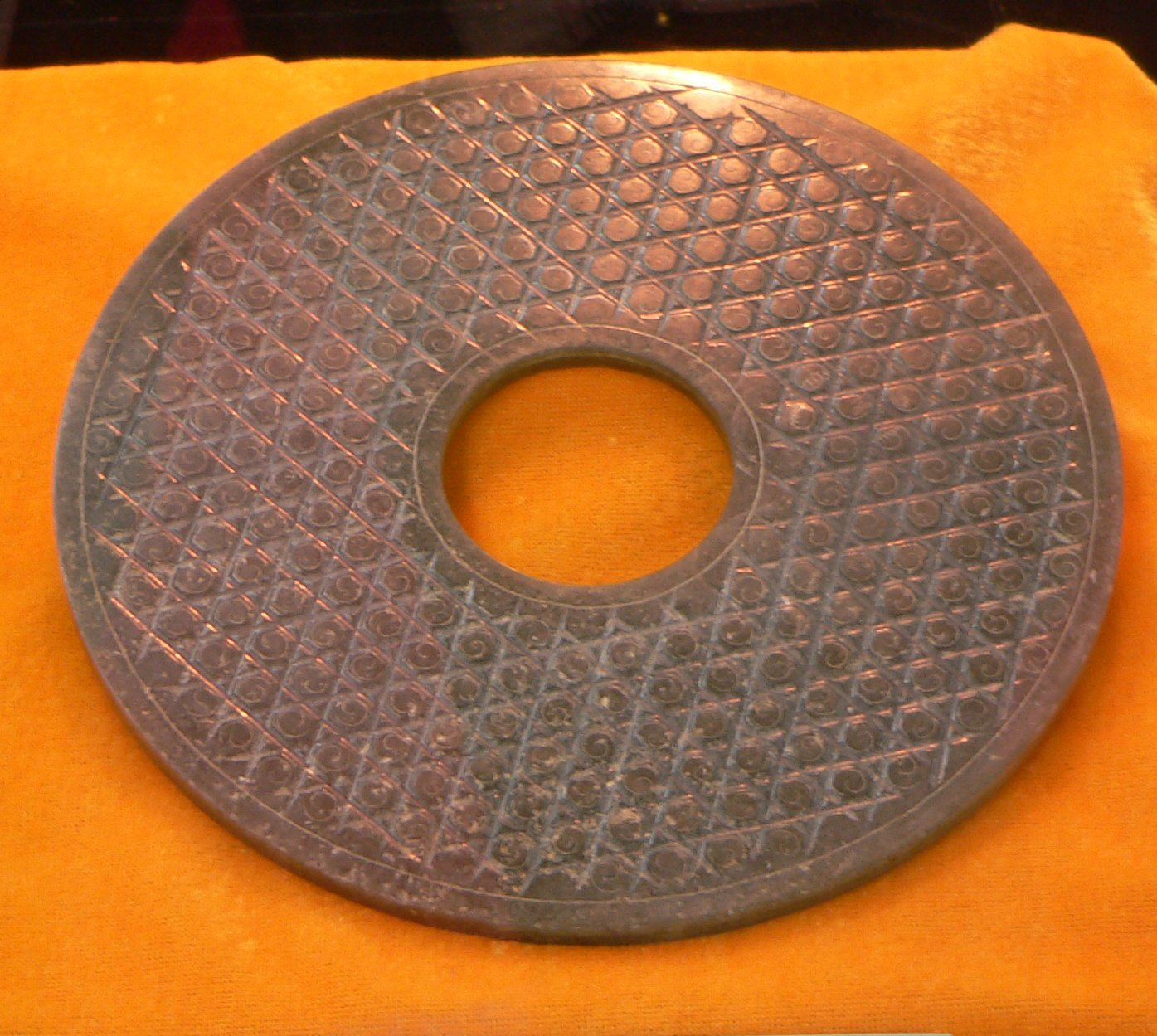
Bi-Scheibe aus der Han-Dynastie

Unter Bi-Scheiben (chinesisch 璧, Pinyin Bì) versteht man Jadescheiben mit einem Loch in der Mitte, die im alten China für zeremonielle Zwecke benutzt wurden. Sie werden in alten chinesischen Texten als Rangabzeichen beschrieben und in der Liangzhu-Kultur (3300–2300 v. Chr.) des neolithischen Chinas als rituelle Objekte verwendet. Die größten Fundstellen der Bi-Scheiben sind Gräber hochrangiger Verstorbener, wo sie zusammen mit Cong-Röhren gefunden wurden. Man vermutet, dass diese Objekte den Himmel symbolisieren. Die genaue Bedeutung variiert von Dynastie zu Dynastie. Man weiß heute lediglich ein paar Einzelheiten. So wurden die Bi-Scheiben beispielsweise bei einem Begräbnis dem Verstorbenen mit ins Grab gegeben, um ihm den Weg in den Himmel zu weisen. Dieses Privileg blieb allerdings der Aristokratie vorbehalten. Bei einem anderen Beispiel wurden die Scheibe nach einem verlorenen Kampf dem Sieger übergeben.

## Aussehen
Bi-Scheiben sind meistens rund und haben ein Loch in der Mitte. Der Durchmesser liegt meist zwischen 25 und 30 Zentimeter. Allerdings gibt es auch Exemplare von einem Zentimeter und welche mit einer Größe von über einem halben Meter. In früheren Zeiten waren sie unverziert, später dann mit kunstvollen Motiven graviert.